# 山梨県駅
山梨県駅（やまなしけんえき、仮称）は、山梨県甲府市大津町で東海旅客鉄道（JR東海）が計画中のリニア中央新幹線の駅である。2031年の完成を予定している。

## 概要
リニア中央新幹線が第一期区間として開業を目指している品川駅 - 名古屋駅間を約40分で結ぶ最速達列車は山梨県駅には停車せず、各駅停車型のみ乗降できる予定である。山梨県駅からは品川まで25分、名古屋まで40分で結ばれる予定で、現在の甲府 - 品川間約1時間40分、甲府 - 名古屋間約3時間30分からそれぞれ大幅に短縮される見込みである。
また、中央自動車道甲府中央スマートインターチェンジ（仮称）や新山梨環状道路との接続が検討され、実現すれば日本初の新幹線駅と高速道路施設が一体となった駅になる予定でもある。

## 駅構造
島型プラットホーム2面と副本線を持つ高架駅になる予定である。

## 駅位置決定までの経緯
山梨県駅の駅位置においては、都留市を中心とする郡内地域、笛吹市を中心とする峡東地域、甲府市に近い峡中地域、市川三郷町など峡南地域の4地域が誘致に名乗りを上げた。当時の山梨県知事である横内正明は甲府盆地の市街地を縦断するルートは、用地買収の困難さ、振動騒音などの環境問題、並行する中央本線の特急列車（「あずさ」「かいじ」）の本数が減るなどの問題が生じるとして、直線ルートの支持を表明した。
JR東海はその後、4地域を比較検討した結果、峡中地域に設置するという計画を発表した。2011年（平成23年）9月6日、甲府市、甲斐市、中央市、昭和町の4市町長ら「甲府圏域建設促進協議会」が横内知事に、中央自動車道のスマートインターチェンジが設置される予定の甲府市大津町周辺、JR身延線小井川駅近くの中央市上三條周辺2か所を候補地として提示。県主導でこの提案を基に詳細な位置を絞り込み、同年内に決定する方針を明らかにした。そして山梨県は候補地を甲府市の大津町周辺とする方針を固めたとされる。
2013年（平成25年）にJR東海が明らかにした計画では、山梨県の駅としては甲府市大津町付近とした。2018年（平成30年）3月30日に甲府市役所がリニア駅を含めたエリア別の『甲府市都市計画マスタープラン』を発表している。ただし2019年（平成31年）2月より知事に就任した長崎幸太郎は「（小井川駅付近で）身延線に接続できれば（甲府駅まで）10分で行ける」とし、位置を含めた計画の見直しを示唆し、県として小井川駅周辺と甲府市大津町周辺の比較検証を開始。しかし2019年（令和元年）10月、甲府市は市内の大津町周辺が優位とする独自の検証結果を公表した。

## 甲府市中心部への連絡
山梨県駅は中央新幹線単独の駅として整備される予定となっており、甲府市中心部へは荒川の堤防などを利用したBRT（バス高速輸送システム）による接続が提案されている。

## 駅周辺

### 北側（甲府駅側）
- 中央自動車道甲府中央SIC（仮称）

### 南側（笛吹川側）
- アイメッセ山梨

## 隣の駅
東海旅客鉄道（JR東海）
中央新幹線
神奈川県駅（仮称） - 山梨県駅（仮称） - 長野県駅（仮称）